# 미나미토요시나역
미나미토요시나역(일본어: 南豊科駅)은 일본 나가노현 아즈미노시에 위치한 동일본 여객철도 오이토 선의 철도역이다. 역 번호는 35번이며, 단선 승강장 1면 1선의 구조를 갖춘 지상역이다.

## 이용 현황
| 승차 인원 추이 | 승차 인원 추이 |
| 연도           | 1일 평균       |
| -------------- | -------------- |
| 2000           | 797            |
| 2001           | 826            |
| 2002           | 778            |
| 2003           | 777            |
| 2004           | 746            |
| 2005           | 766            |
| 2006           | 766            |
| 2007           | 764            |
| 2008           | 778            |
| 2009           | 759            |
| 2010           | 824            |
| 2011           | 823            |
| 2012           | 838            |
| 2013           | 901            |
| 2014           | 857            |
| 2015           | 867            |

## 역 주변
- 국도 제147호선
- 나가노 현립 어린이 병원

## 역사
- 1926년 4월 14일 : 시나노 철도의 역으로서 개업. 여객 영업만.
- 1937년 6월 1일 : 시나노 철도의 국유화.
- 1957년 8월 15일 : 나카쓰치역 - 고타키역 간이 개통해서 전 노선 개통해, 오이토 선으로 개칭.
- 1987년 4월 1일 : 일본국유철도 분할 민영화에 의해, 동일본 여객철도가 승계.

## 인접 역
| 동일본 여객철도 오이토 선 | 동일본 여객철도 오이토 선 | 동일본 여객철도 오이토 선                  |
| ------------------------- | ------------------------- | ------------------------------------------ |
| 36 나카가야 마쓰모토 방면 | ■ 오이토 선               | 도요시나 34 미나미오타리 · 이토이가와 방면 |